# Estonské muzeum architektury
Muzeum estonské architektury (estonsky: Eesti Arhitektuurimuuseum) je specializované odborné muzeum se soustavnou sbírkovou, odbornou a výstavní činností. Sídlí v bývalé solnici v tallinnské čtvrti Sadama, části Rotermann na nábřeží Baltského moře, respektive u osobního přístavního doku. Muzeum je členem ICAM.

## Historie
Muzeum bylo založeno již 1. ledna 1991 z odborných důvodů i jako jeden z prvků obnovené formace národní kulturní identity. Jeho prvním působištěm byla část budovy na ulici Kooli 7, ve starém městě Tallinnu. Sbírkové fondy byly umístěny ve starobylé válcové věži Löwenschede středověkého původu. Později byla získána budova bývalé solnice, kam se instituce přestěhovala v roce 1996. Budova byla ještě neopravená. Příkladně rekonstruovaná budova byla otevřena pro veřejný provoz v červnu 1996.

## Budova
Je pozoruhodnou a charakterní industriální architekturou končícího historismu začátku 20. století. Jejím autorem je německy mluvící estonský architekt Ernst Bousted (1908). Jde o kompaktní solitérní budovu na půdorysu kratšího obdélníku. Původně šlo o jednoprostorový depot soli bez stropů s masivními stěnami a artikulovanými pilíony na nárožích. Stěny budovy jsou u paty sešikmené jako u pevnostní architektury. Přes historické pojetí nese stavba již některé secesizující prvky. Pro účely muzea byla budova adaptována a byly do ní vestavěny stropy a jiné vestavby na bázi ocelové konstrukce, dobře rozlišitelné od originální stavby. Autory rekonstrukce jsou estonští architekti Ülo Peil a Taso Mäher.

## Sbírky
Muzeum primárně vyvíjí sbírkovou činnost zhruba podle mezinárodně sdílených standardů. Shromažďuje a schraňuje plány, náčrty projektovou dokumentaci, originální modely. Také ale skici a fotografickou dokumentaci. Počet sbírkových předmětů se blíží 12 000 a samostatná kolekce fotografické (a dnes již i video) zahrnuje 18 000 položek, skleněných desek, jiných negativů a pozitivů. Vedle primárních předmětů shromažďuje též doprovodné projevy jako korespondenci, deníky, jiné umělecké projevy architektů, zejména malby a plastiky. Součástí muzea je i specializovaná odborná knihovna.

## Činnost muzea
Muzeum zejména shromažďuje sbírkové předměty, v případě potřeby je restauruje a odborně schraňuje. Součástí této činnosti je odborná systematizace. Pro tuto činnost má muzeum dobré vybavení. Ze sbírkových fondů pořádá muzeum stálé expozice a příležitostné výstavy. Dále vyvíjí výstavní činnost na základě různých výměnných programů, přednáškovou činnost, publikační činnost. Pořádá odborné prohlídky a odborné zájezdy.
Muzeum zaměstnává v roce 2018 12 odborných pracovníků, celkový stav personálu je 15.

## Galerie

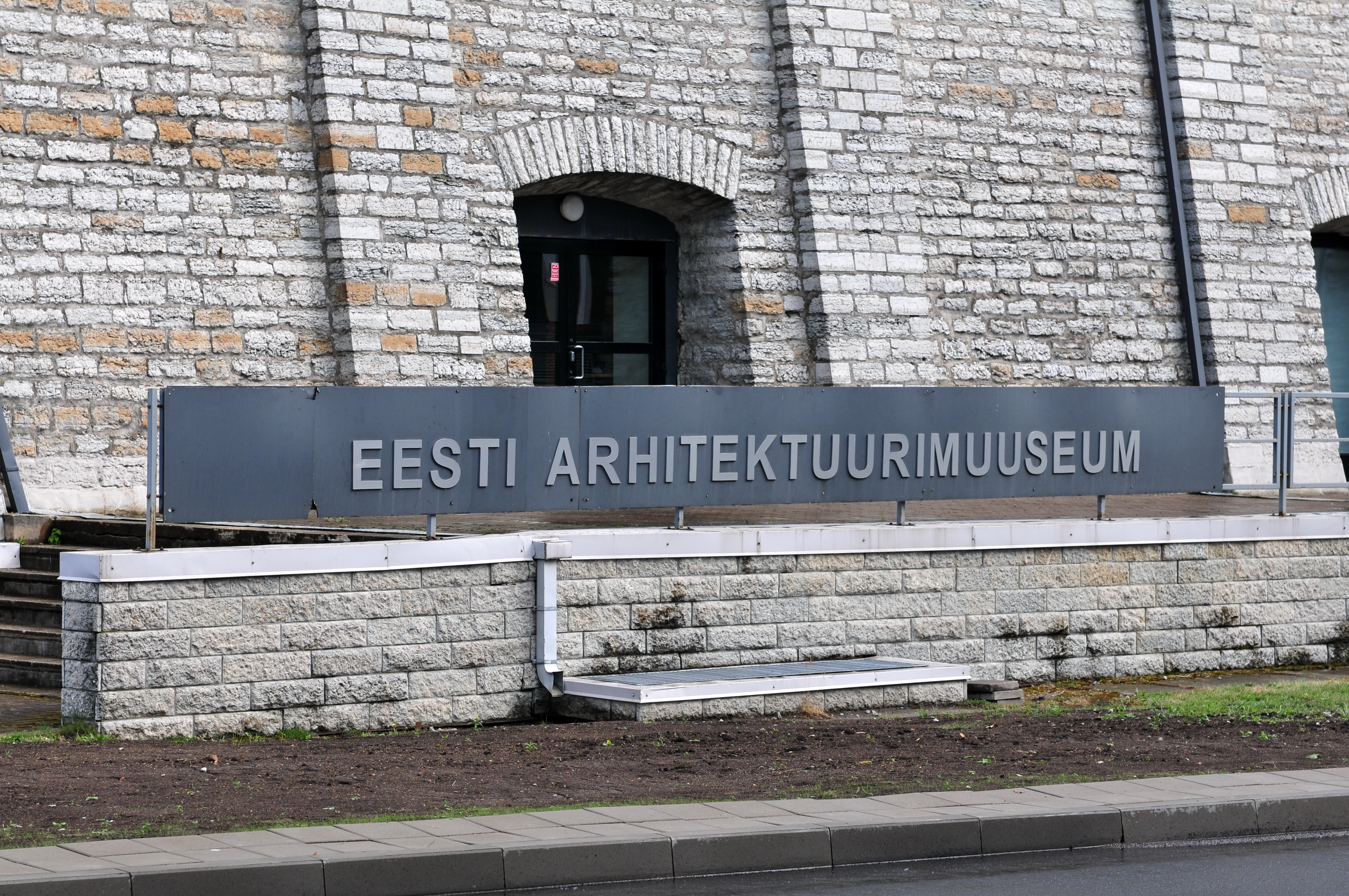
Detail fasády
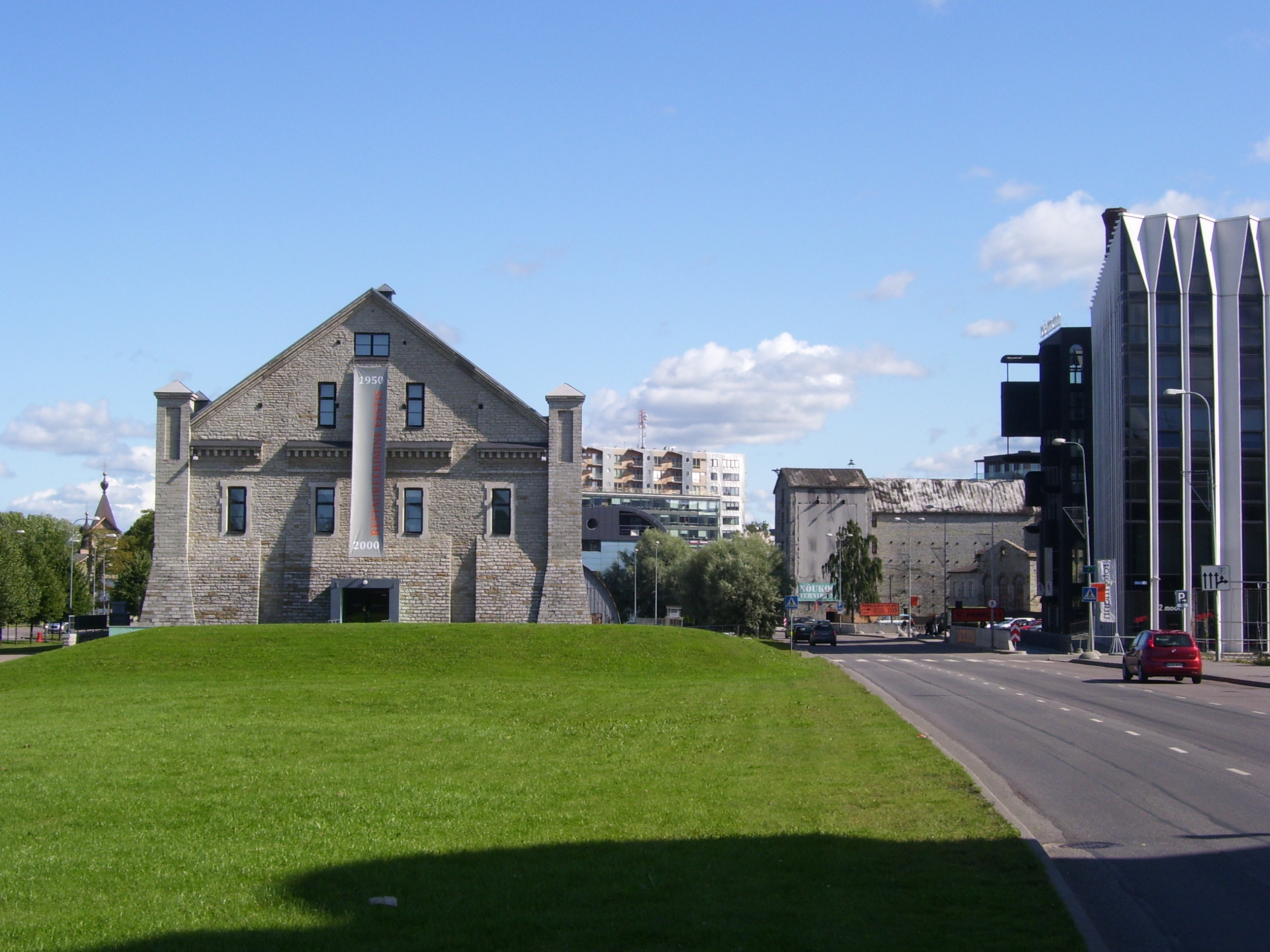
Západní průčelní štít s hlavním vchodem
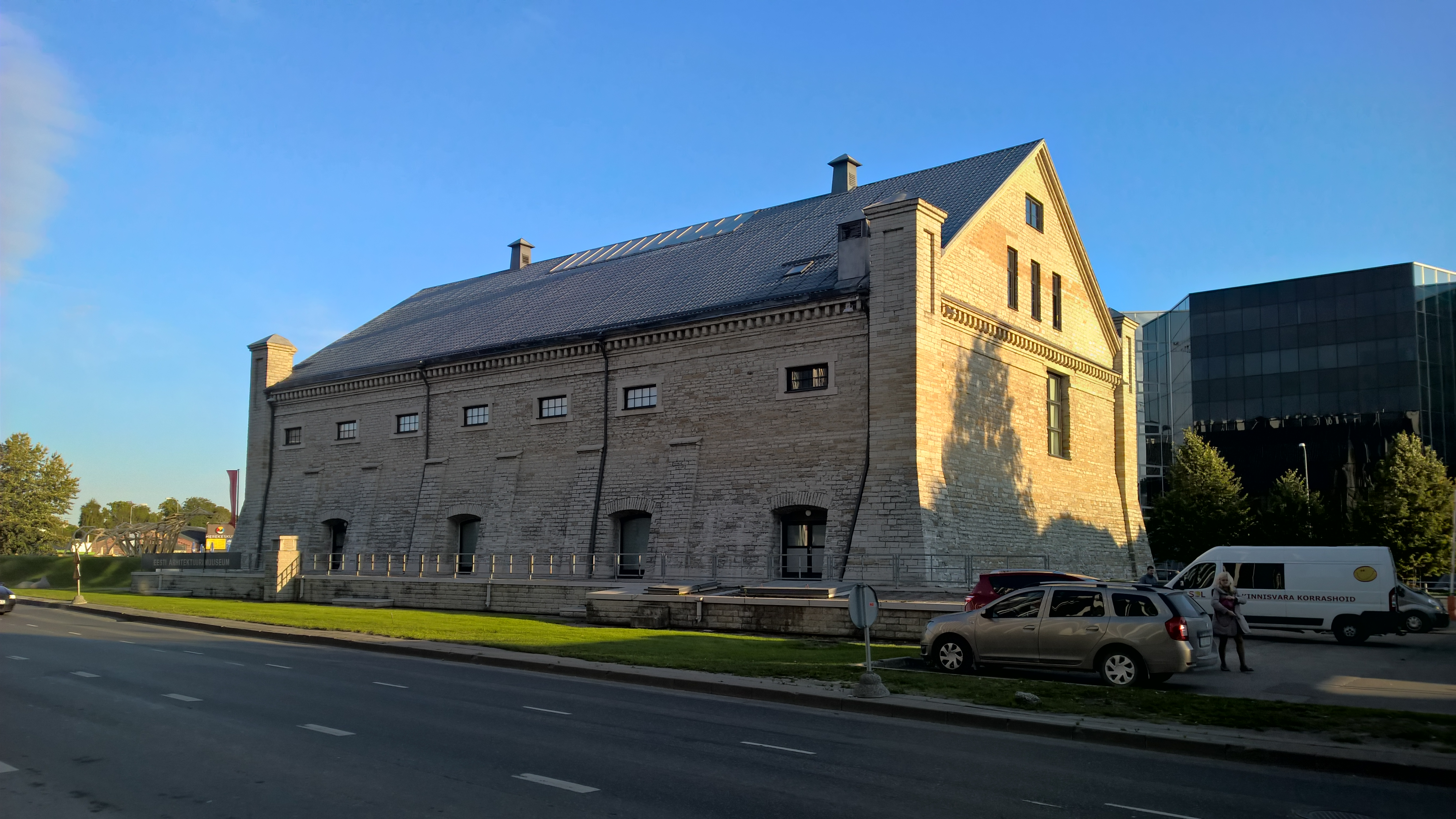
Budova z jihu, z jižního ramene ulice Ahtri
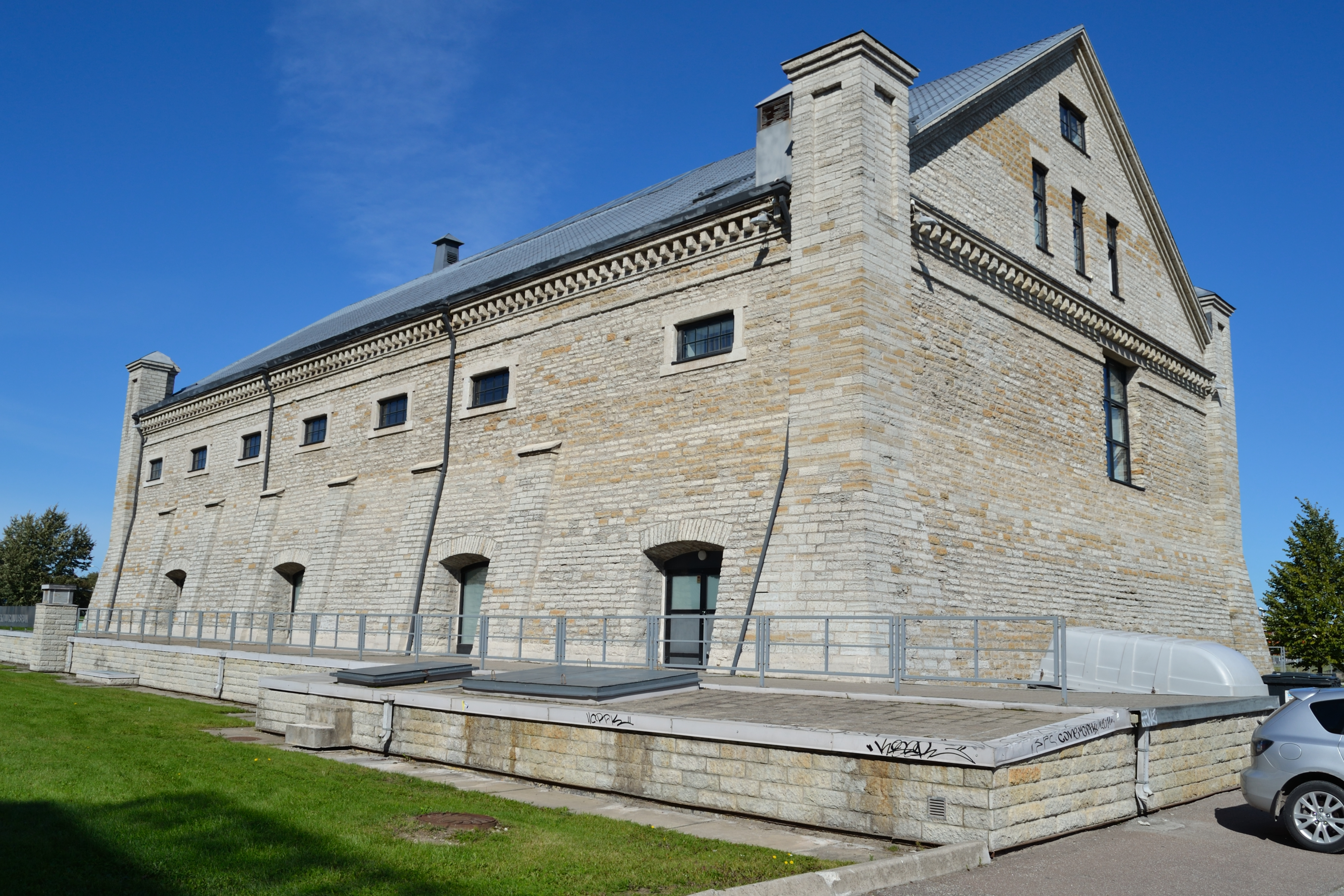
Detail tělesa
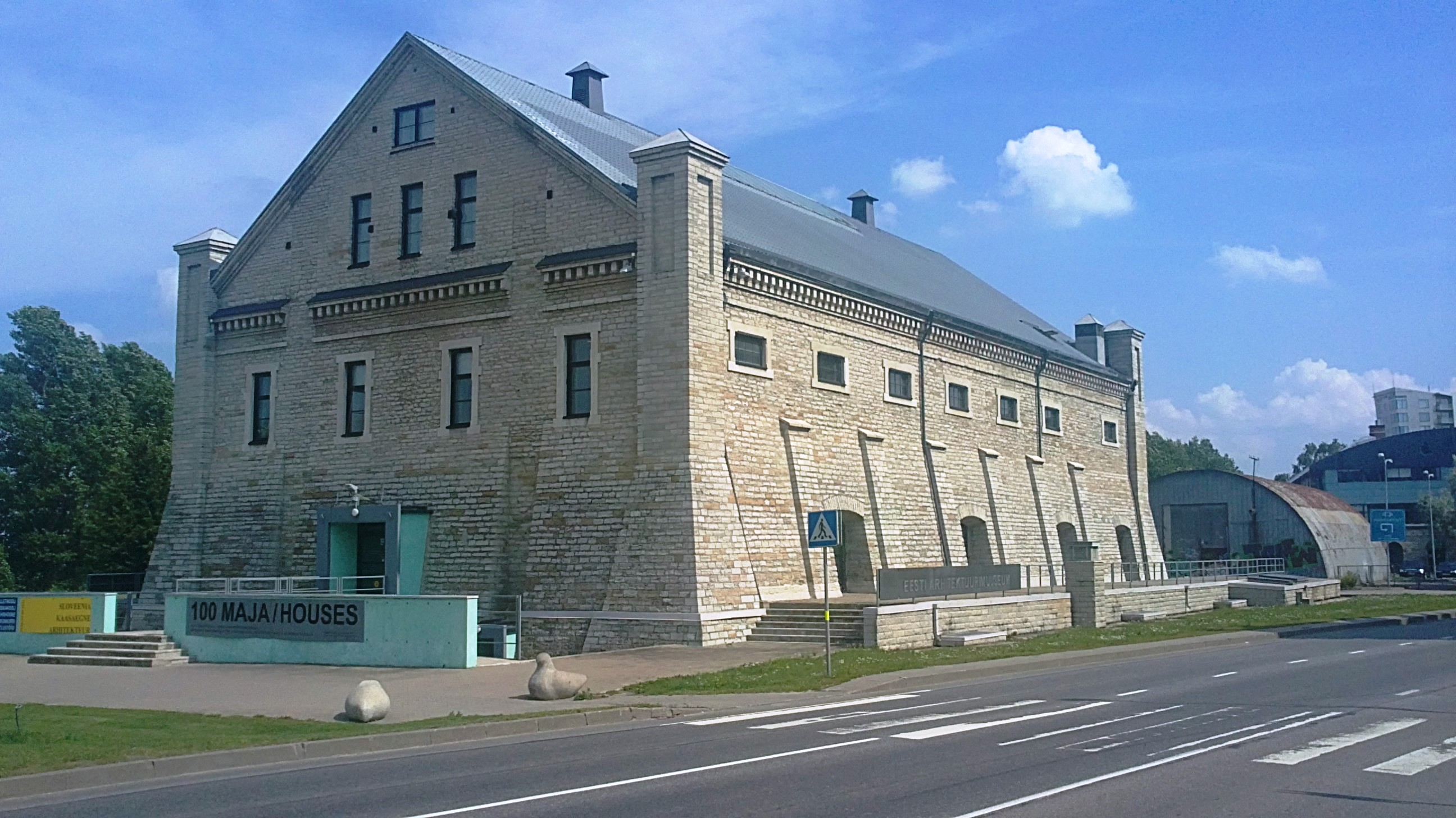
Budova muzea